# جاك برنارد
جاك برنارد (بالإنجليزية: Jack Bernhard)‏ (و. 1914 – 1997 م) هو مخرج سينمائي من الولايات المتحدة الأمريكية ولد في فيلادلفيا، بنسيلفانيا.

## روابط خارجية
- جاك برنارد على موقع IMDb (الإنجليزية)
- جاك برنارد على موقع ألو سيني (الفرنسية)
- جاك برنارد على موقع أول موفي (الإنجليزية)
- جاك برنارد على موقع قاعدة بيانات الأفلام السويدية (السويدية)
- جاك برنارد على موقع قاعدة بيانات الفيلم (الإنجليزية)
- جاك برنارد على موقع كينوبويسك (الروسية)